# 于娟
于娟（1975年1月6日—），江苏南通人，中国女演员。于娟毕业于北京电影学院，现为北京联盟影业有限公司的签约演员。

## 主要作品

### 音乐

#### 专辑
- 《我怕》

#### 单曲
- 《葛定国同志的夕阳红》片尾曲
- 《香樟树》片尾曲
- 《武林外传》片尾曲

### 电视剧
- 《烈火金刚》饰玉兰
- 《中华英雄》饰小玉
- 《男人四十跑出租》
- 《昭君出塞》
- 《健康快车2》
- 《武林外传》饰杨蕙兰

### 舞台剧
- 话剧《雷雨》饰    四凤

## 所获奖项
- 1994年全国新人新作歌手大奖赛金奖
- 2004年CCTV青年歌手大奖赛通俗组第二名